# قرار مجلس الأمن التابع للأمم المتحدة رقم 953
قرار مجلس الأمن التابع للأمم المتحدة رقم 953، الذي تم تبنيه بالإجماع في 31 أكتوبر 1994، بعد الإشارة إلى القرار 783 (1992) وجميع القرارات ذات الصلة بشأن الوضع في الصومال، مدد المجلس ولاية عملية الأمم المتحدة الثانية في الصومال لفترة انتقالية تنتهي في 4 نوفمبر 1994.
تمت الموافقة على التمديد بعد أن تقرر في 20 أكتوبر 1994 إرسال بعثة إلى الصومال، كما تمت مناقشته في القرار 946 (1994) وأنه ينبغي النظر في تقرير هذه البعثة قبل اتخاذ قرار بشأن مستقبل عملية الأمم المتحدة الثانية في الصومال.